# Pseudicius pseudocourtauldi
Pseudicius pseudocourtauldi là một loài nhện trong họ Salticidae.
Loài này thuộc chi Pseudicius. Pseudicius pseudocourtauldi được Dmitri Viktorovich Logunov miêu tả năm 1999.